# Hylenaea
Hylenaea é um género botânico pertencente à família Celastraceae.

## Espécies
- Hylenaea comosa
- Hylenaea praecelsa
- Hylenaea unguiculata